# Rund um die Hainleite 2003
Rund um die Hainleite 2003 war die 78. Austragung des seit 1907 ausgefahrenen deutschen Straßenradrennens Rund um die Hainleite. Es fand am 31. Mai statt.

## Rennverlauf
Am Start waren 160 Radrennfahrer aus 20 Mannschaften mit jeweils acht Fahrern. 20 Nationen waren am Start vertreten. Mit dabei war der Vorjahressieger Saša Sviben.
Der Start erfolgte in Erfurt und führte auf einer Strecke über Sondershausen (Sprintwertung), den Kyffhäuser (Bergwertung), Sömmerda (Sprintwertung) wieder zum Ziel an der Erfurter Thüringenhalle. Im Finale wurde eine Runde von 7 Kilometern viermal absolviert. Der Kurs war 188,7 Kilometer lang. Die Union Cycliste International (UCI) hatte das Rennen in die Kategorie 1.3 eingestuft. Nach einem kampfreichen Rennen machte eine Dreiergruppe im Sprint den Sieg unter sich aus. Im Finale konnte sich Enrico Poitschke knapp durchsetzen. Die große Hauptgruppe folgte mit 19 Sekunden Rückstand.
|     | Fahrer           | Nation      | Zeit (h)       |
| --- | ---------------- | ----------- | -------------- |
| 01. | Enrico Poitschke | Deutschland | 4:22:12        |
| 02. | René Haselbacher | Österreich  | 4:22:12        |
| 03. | Jens Heppner     | Deutschland | 4:22:12        |
| 04. | Erik Zabel       | Deutschland | + 0:19 Minuten |
| 05. | Richard Faltus   | Tschechien  | + 0:19 Minuten |
| 06. | Tomáš Konečný    | Tschechien  | + 0:19 Minuten |
| 0   |                  |             |                |